# Associazione Sportiva Bari 1962-1963
Questa voce raccoglie le informazioni riguardanti l'Associazione Sportiva Bari nelle competizioni ufficiali della stagione 1962-1963.

## Stagione
Nella stagione 1962-1963 il Bari disputa il campionato di Serie B, un torneo che prevede tre promozioni e tre retrocessioni. La squadra barese con 48 punti in classifica ottiene la seconda piazza con la Lazio, dietro il sorprendente Messina che vince il torneo cadetto con 50 punti, tutte e tre promosse in Serie A. Scendono in Serie C il Como con 31 punti, la Sambenedettese con 30 punti ed ultima la Lucchese con 21 punti. Miglior marcatore stagionale dei galletti Biagio Catalano autore di 17 reti in campionato, terzo nella classifica dei marcatori, dietro a Cosimo Nocera con 24 reti ed a Paolo Ferrario del Monza con 18 reti. Anche nel torneo di Coppa Italia il Bari fa bella figura, eliminando il Palermo al primo turno, il Messina negli Ottavi ed il Genoa nei Quarti, in Semifinale viene eliminato dall'Atalanta, che poi vince la Coppa Nazionale.

## Divise
Le divise per la stagione '62-'63 sono state le seguenti:
| Prima divisa | Seconda divisa |

## Organigramma societario
Area direttiva
- Commissari straordinari: Angelo Marino e Angelo De Palo.

Area sanitaria
- Medico sociale: dott. Ambruosi

Area tecnica
- Allenatore: Pietro Magni
- Allenatore in seconda: Tommaso Maestrelli.

## Rosa
| N. |                   | Ruolo | Calciatore           |
| -- | ----------------- | ----- | -------------------- |
|    | Italia (bandiera) | P     | Luigi Ferrari        |
|    | Italia (bandiera) | P     | Italo Ghizzardi      |
|    | Italia (bandiera) | P     | Enzo Magnanini       |
|    | Italia (bandiera) | P     | Emanuele Quadrello   |
|    | Italia (bandiera) | D     | Alcide Baccari       |
|    | Italia (bandiera) | D     | Franco Magnaghi      |
|    | Italia (bandiera) | D     | Carlo Mupo           |
|    | Italia (bandiera) | D     | Angelo Panara        |
|    | Italia (bandiera) | C     | Antonio Buccione     |
|    | Italia (bandiera) | C     | Angelo Carrano       |
|    | Italia (bandiera) | C     | Antonio Giammarinaro |

| N. |                   | Ruolo | Calciatore         |
| -- | ----------------- | ----- | ------------------ |
|    | Italia (bandiera) | C     | Mario Mazzoni      |
|    | Italia (bandiera) | C     | Luigi Sardei       |
|    | Italia (bandiera) | C     | Bruno Visentin     |
|    | Italia (bandiera) | A     | Basilico           |
|    | Italia (bandiera) | A     | Rodolfo Bonacchi   |
|    | Italia (bandiera) | A     | Biagio Catalano    |
|    | Italia (bandiera) | A     | Bruno Cicogna      |
|    | Italia (bandiera) | A     | Guido Postiglione  |
|    | Italia (bandiera) | A     | Ulderico Sacchella |
|    | Italia (bandiera) | A     | Franco Vanzini     |
|    | Italia (bandiera) | A     | Carlo Zecchini     |

## Calciomercato

### Sessione estiva[3]
| Arrivi | Arrivi            | Arrivi   | Arrivi                                             |
| R.     | Nome              | da       | Modalità                                           |
| ------ | ----------------- | -------- | -------------------------------------------------- |
| P      | Luigi Ferrari     | Biellese | definitivo                                         |
| D      | Angelo Panara     | Parma    | definitivo                                         |
| C      | Antonio Buccione  | Reggina  | definitivo (in cambio di Brancaleoni + conguaglio) |
| A      | Guido Postiglione | Napoli   | definitivo                                         |
| A      | Franco Vanzini    | Ortona   | definitivo                                         |
| A      | Carlo Zecchini    | Grosseto | definitivo                                         |
| A      | Basilico          | Induno   | definitivo                                         |

| Partenze | Partenze         | Partenze | Partenze                                        |
| R.       | Nome             | da       | Modalità                                        |
| -------- | ---------------- | -------- | ----------------------------------------------- |
| P        | Claudio Bandoni  | Inter    | fine prestito                                   |
| D        | Giovanni Romano  | -        | svincolato                                      |
| D        | Ivo Brancaleoni  | Reggina  | definitivo (in cambio di Buccione + conguaglio) |
| C        | Carlo Tagnin     | Modena   | definitivo                                      |
| A        | Raúl Conti       | -        | svincolato                                      |
| A        | Nicola Taiano    | Parma    | prestito                                        |
| A        | Giuseppe Virgili | Livorno  | compartecipazione (10 milioni)                  |
| ?        | Mele             | Biellese | compartecipazione                               |

### Sessione autunnale (Novembre)[5]
| Partenze | Partenze       | Partenze         | Partenze                |
| R.       | Nome           | a                | Modalità                |
| -------- | -------------- | ---------------- | ----------------------- |
| P        | Enzo Magnanini | Venezia          | definitivo              |
| C        | Luigi Sardei   | Catanzaro        | definitivo (33 milioni) |
| A        | Carlo Zecchini | Rosignano Solvay | definitivo              |

## Risultati

### Campionato

#### Girone di andata
| Arbitro: | Samani (Trieste) |

|                  |           |  |
| Catalano 1’, 50’ | Marcatori |  |

| Arbitro: | Politano (Cuneo) |

|              |           |                              |
| Catalano 74’ | Marcatori | 15’ Pagani 85’, 90’ De Paoli |

| Padova 30 settembre 1962 3ª giornata | Padova          | 0 – 0 | Bari | Stadio Silvio Appiani\| Arbitro: \| Genel (Trieste) \| |
| Arbitro:                             | Genel (Trieste) |       |      |                                                        |

| Arbitro: | Rancher (Roma) |

|                                       |           |  |
| Visentin 43’ Catalano 67’ Carrano 77’ | Marcatori |  |

| Arbitro: | Angonese (Mestre) |

|           |           |              |
| Bacis 64’ | Marcatori | 61’ Catalano |

| Arbitro: | Carminati (Milano) |

|         |           |              |
| Gon 39’ | Marcatori | 16’ Catalano |

| Arbitro: | Righetti (Torino) |

|                    |           |             |
| Alfieri 50’ (aut.) | Marcatori | 74’ Bagatti |

| Verona 4 novembre 1962 8ª giornata | Verona         | 0 – 0 | Bari | Stadio Marcantonio Bentegodi\| Arbitro: \| Righi (Milano) \| |
| Arbitro:                           | Righi (Milano) |       |      |                                                              |

| Arbitro: | Cirone (Palermo) |

|              |           |                    |
| Bonacchi 88’ | Marcatori | 70’ (aut.) Carrano |

| Arbitro: | Angelini (Firenze) |

|           |           |              |
| Merlo 60’ | Marcatori | 86’ Catalano |

| Arbitro: | Samani (Trieste) |

|                                       |           |  |
| Catalano 30’ Visentin 33’ Cicogna 82’ | Marcatori |  |

| Arbitro: | Rigato (Mestre) |

|               |           |              |
| Oltramari 29’ | Marcatori | 17’ Bonacchi |

| Arbitro: | Bernardis (Trieste) |

|                          |           |             |
| Catalano 38’, 55’ (rig.) | Marcatori | 68’ Clerici |

| Arbitro: | Barolo (Noale) |

|                  |           |              |
| Serradimigni 28’ | Marcatori | 10’ Bonacchi |

| Arbitro: | Cirone (Palermo) |

|              |           |  |
| Visentin 57’ | Marcatori |  |

| Arbitro: | Palazzo (Palermo) |

|                                               |           |               |
| Giammarinaro 28’ Catalano 85’ Postiglione 89’ | Marcatori | 14’ Carminati |

| Arbitro: | Politano (Cuneo) |

|                   |           |  |
| Panara 33’ (aut.) | Marcatori |  |

| Arbitro: | Genel (Trieste) |

|             |           |  |
| Rozzoni 73’ | Marcatori |  |

| Arbitro: | Carminati (Milano) |

|                 |           |          |
| Postiglione 44’ | Marcatori | 3’ Lenzi |

#### Girone di ritorno
| Catanzaro 3 febbraio 1963 20ª giornata | Catanzaro        | 0 – 0 | Bari | Stadio Militare\| Arbitro: \| Cirone (Palermo) \| |
| Arbitro:                               | Cirone (Palermo) |       |      |                                                   |

| Arbitro: | Babini (Ravenna) |

|              |           |             |
| De Paoli 21’ | Marcatori | 15’ Vanzini |

| Arbitro: | Monti (Ancona) |

|                                                         |           |  |
| Sacchella 7’ Rogora 15’ (aut.) Cicogna 85’ Buccione 89’ | Marcatori |  |

| Parma 24 febbraio 1963 23ª giornata | Parma              | 0 – 0 | Bari | Stadio Ennio Tardini\| Arbitro: \| Carminati (Milano) \| |
| Arbitro:                            | Carminati (Milano) |       |      |                                                          |

| Arbitro: | Babini (Ravenna) |

|              |           |  |
| Buccione 68’ | Marcatori |  |

| Arbitro: | Orlando (Bergamo) |

|              |           |  |
| Catalano 17’ | Marcatori |  |

| Arbitro: | Barolo (Noale) |

|                                |           |  |
| Clerici 4’ Cappellaro 11’, 88’ | Marcatori |  |

| Arbitro: | Varazzani (Parma) |

|                                 |           |             |
| Visentin 18’ Peretta 33’ (aut.) | Marcatori | 45’ Fantini |

| Arbitro: | Babini (Ravenna) |

|                         |           |             |
| Mantovani 36’ Porro 48’ | Marcatori | 51’ Cicogna |

| Arbitro: | Cataldo (Reggio Calabria) |

|                                 |           |  |
| Sacchella 11’, 41’ Visentin 49’ | Marcatori |  |

| Busto Arsizio 21 aprile 1963 30ª giornata | Pro Patria         | 0 – 0 | Bari | Stadio Comunale\| Arbitro: \| Angelini (Firenze) \| |
| Arbitro:                                  | Angelini (Firenze) |       |      |                                                     |

| Arbitro: | Rigato (Mestre) |

|                         |           |                     |
| Catalano 67’ (rig.) 87’ | Marcatori | 78’ (aut.) Visentin |

| Arbitro: | Roversi (Bologna) |

|                   |           |                                   |
| Della Santina 64’ | Marcatori | 36’, 48’ Catalano 57’ Postiglione |

| Arbitro: | Samani (Trieste) |

|               |           |  |
| Sacchella 75’ | Marcatori |  |

| Alessandria 19 maggio 1963 34ª giornata | Alessandria           | 0 – 0 | Bari | Stadio Giuseppe Moccagatta\| Arbitro: \| De Marchi (Pordenone) \| |
| Arbitro:                                | De Marchi (Pordenone) |       |      |                                                                   |

| Arbitro: | Francescon (Padova) |

|             |           |              |
| Morelli 63’ | Marcatori | 62’ Visentin |

| Bari 2 giugno 1963 36ª giornata | Bari              | 0 – 0 | Messina | Stadio della Vittoria\| Arbitro: \| Marchese (Napoli) \| |
| Arbitro:                        | Marchese (Napoli) |       |         |                                                          |

| Arbitro: | Jonni (Macerata) |

|                                                     |           |                |
| Cicogna 6’, 76’ Catalano 35’ (rig.) Postiglione 48’ | Marcatori | 66’ Bernasconi |

| Cosenza 16 giugno 1963 38ª giornata | Cosenza             | 0 – 0 | Bari | Stadio Città di Cosenza\| Arbitro: \| Lo Bello (Siracusa) \| |
| Arbitro:                            | Lo Bello (Siracusa) |       |      |                                                              |

## Coppa Italia
| Arbitro: | Babini (Ravenna) |

|                 |           |  |
| Postiglione 73’ | Marcatori |  |

| Arbitro: | Rancher (Roma) |

|                            |           |  |
| Bonacchi 17’ Sacchella 69’ | Marcatori |  |

| Arbitro: | Rancher (Roma) |

|                                   |           |             |
| Postiglione 78’ Giammarinaro 120’ | Marcatori | 70’ Bolzoni |

| Arbitro: | Marchese (Napoli) |

|              |           |  |
| Da Costa 57’ | Marcatori |  |

## Statistiche

### Statistiche di squadra
| Competizione | Punti | In casa | In casa | In casa | In casa | In casa | In casa | In trasferta | In trasferta | In trasferta | In trasferta | In trasferta | In trasferta | Totale | Totale | Totale | Totale | Totale | Totale | D.R. |
| Competizione | Punti | G       | V       | N       | P       | Gf      | Gs      | G            | V            | N            | P            | Gf           | Gs           | G      | V      | N      | P      | Gf     | Gs     | D.R. |
| ------------ | ----- | ------- | ------- | ------- | ------- | ------- | ------- | ------------ | ------------ | ------------ | ------------ | ------------ | ------------ | ------ | ------ | ------ | ------ | ------ | ------ | ---- |
| Campionato   | 48    | 19      | 14      | 4       | 1       | 36      | 11      | 19           | 1            | 14           | 4            | 11           | 15           | 38     | 15     | 18     | 5      | 47     | 26     | +21  |
| Coppa Italia | -     | 3       | 3       | 0       | 0       | 5       | 1       | 1            | 0            | 0            | 1            | 0            | 1            | 4      | 3      | 0      | 1      | 5      | 2      | +3   |
| Totale       | -     | 22      | 17      | 4       | 1       | 41      | 12      | 20           | 1            | 14           | 5            | 11           | 16           | 42     | 18     | 18     | 6      | 52     | 28     | +24  |

### Statistiche dei giocatori
| Giocatore       | Campionato | Campionato | Campionato  | Campionato | Coppa Italia | Coppa Italia | Coppa Italia | Coppa Italia | Totale   | Totale | Totale      | Totale     |
| Giocatore       | Presenze   | Reti       | Ammonizioni | Espulsioni | Presenze     | Reti         | Ammonizioni  | Espulsioni   | Presenze | Reti   | Ammonizioni | Espulsioni |
| --------------- | ---------- | ---------- | ----------- | ---------- | ------------ | ------------ | ------------ | ------------ | -------- | ------ | ----------- | ---------- |
| A. Baccari      | 38         | 0          | ?           | ?          | 1+           | 0            | 0+           | 0+           | 39+      | 0      | 0+          | 0+         |
| Basilico        | 0          | -          | ?           | ?          | 0+           | 0            | 0+           | 0+           | 0+       | 0      | 0+          | 0+         |
| R. Bonacchi     | 10         | 5          | -           | -          | 2+           | 1            | 0+           | 0+           | 12+      | 6      | 0+          | 0+         |
| A. Buccione     | 21         | 2          | ?           | ?          | 1+           | 0            | 0+           | 0+           | 22+      | 2      | 0+          | 0+         |
| A. Carrano      | 38         | 1          | ?           | ?          | 0+           | 0            | 0+           | 0+           | 38+      | 1      | 0+          | 0+         |
| B. Catalano     | 31         | 17         | ?           | ?          | 1+           | 0            | 0+           | 0+           | 32+      | 17     | 0+          | 0+         |
| B. Cicogna      | 32         | 5          | ?           | ?          | 1+           | 0            | 0+           | 0+           | 33+      | 5      | 0+          | 0+         |
| L. Ferrari      | 8          | -?         | ?           | ?          | 0            | 0+           | 0+           | 0+           | 8        | 0+     | 0+          | 0+         |
| I. Ghizzardi    | 27         | -?         | ?           | ?          | 1+           | 0+           | 0+           | 0+           | 28+      | 0+     | 0+          | 0+         |
| A. Giammarinaro | 27         | 2          | ?           | ?          | 2+           | 1            | 0+           | 0+           | 29+      | 3      | 0+          | 0+         |
| F. Magnaghi     | 16         | 0          | ?           | ?          | 1+           | 0            | 1+           | 0+           | 17+      | 0      | 1+          | 0+         |
| E. Magnanini    | 2          | -?         | ?           | ?          | 0+           | 0+           | 0+           | 0+           | 2+       | 0+     | 0+          | 0+         |
| M. Mazzoni      | 23         | 0          | ?           | ?          | 1+           | 0            | 1+           | 0+           | 24+      | 0      | 1+          | 0+         |
| C. Mupo         | 23         | 0          | ?           | ?          | 1+           | 0            | 0+           | 0+           | 24+      | 0      | 0+          | 0+         |
| A. Panara       | 32         | 0          | ?           | ?          | 1+           | 0            | 0+           | 0+           | 33+      | 0      | 0+          | 0+         |
| G. Postiglione  | 31         | 4          | ?           | ?          | 2+           | 2            | 0+           | 0+           | 33+      | 6      | 0+          | 0+         |
| E. Quadrello    | 3          | -?         | -           | -          | 0            | 0+           | 0+           | 0+           | 3        | 0+     | 0+          | 0+         |
| U. Sacchella    | 16         | 3          | ?           | ?          | 2+           | 2            | 0+           | 0+           | 18+      | 5      | 0+          | 0+         |
| L. Sardei       | 1          | 0          | ?           | ?          | 0+           | 0            | 0+           | 0+           | 1+       | 0      | 0+          | 0+         |
| F. Vanzini      | 5          | 1          | ?           | ?          | 0+           | 0            | 0+           | 0+           | 5+       | 1      | 0+          | 0+         |
| B. Visentin     | 36         | 5          | ?           | ?          | 1+           | 0            | 0+           | 0+           | 37+      | 5      | 0+          | 0+         |
| C. Zecchini     | 0          | -          | -           | -          | 0+           | 0            | 0+           | 0+           | 0+       | 0      | 0+          | 0+         |